# Покрашен
Покраше́н (арм. Փոքրաշեն) — село в Ширакской области, Армения.
Находится примерно в 15 километрах от города Гюмри.

## История
Село основано в 1830 году переселенцами из Западной Армении (деревня Аха, Басенский район).
До 1946 года носило название Покр Кети. В 1946 году переименовано в Лернанцк, а в 1966 году селу дали нынешнее название.

## Экономика
Население занимается скотоводством и земледелием.

## Демография
| Год  | Постоянное население |
| ---- | -------------------- |
| 2001 | 205                  |
| 2008 | 211                  |
| 2009 | 217                  |
| 2010 | 223                  |
| 2011 | 231                  |
| 2012 | 223                  |
| 2014 | 237                  |